# Het Voyager-Virus
Het Voyager-Virus is een stripalbum uit 1996 en de eerste aflevering van de Storm spin-offserie Kronieken van de Tussentijd, getekend door Dick Matena (onder pseudoniem John Kelly) naar een scenario van Martin Lodewijk.

## Verhaallijn
In de 20ste eeuw besmet een communist de boordcomputer van de Voyager met een virus met communistische bestanden. Duizenden jaren later raken de robots van de planeet Zialtab besmet met dit virus, ze zetten hun menselijke meesters af, en ze modelleren hun planeet naar de U.S.S.R. Dit noemen ze de Stalen Revolutie. Vanuit de centrale computer worden de robots, met als titulaire leider de robot Stal&In, aangestuurd.
Ze maken jacht op Storm omdat hij komt uit de tijd waarin het communisme op het hoogtepunt was, de 20e eeuw. Ze willen zijn brein scannen omdat daarin informatie zit waaruit de eindoverwinning van het communisme zou moeten blijken. 
Maar de geschiedenis liep anders af en dat heeft duizenden jaren later verregaande consequenties. Storm weet tot de supercomputer door te dringen en maakt contact, maar brengt deze in verwarring. De computer verwachtte immers een triomf en geen nederlaag. Deze conclusie slaat de legitimiteit van het systeem van Zialtab in één klap aan diggelen, en brengt de computer zo in verwarring dat deze de controle over alle electronica verliest. Na de aanvankelijke paniek beseffen de mensen dat de robots de controle kwijt zijn en leven decennia aan frustraties and onderdrukking uit op de robots. De pope (op Zialtab geen priester maar verzetsleider) organiseert een nieuwe regering, maar krijgt al vrijwel direct met oppositie van zijn voormalige collega´s te maken.